# 恶心至极的你最喜欢了
《恶心至极的你最喜欢了》，略称「きもすき」。是西畑けい所创作的日本漫画作品。自2022年1月号起在芳文社旗下的Manga Time Kirara杂志中客串四次后，自同年5月号至2025年2月號连载。本书在其出版的第一卷中使用了冬天，舔好朋友的勺子的标语。本作曾被提名到「2023下一部人气漫画大赏」。

## 剧情
就读于淳芯学院高等学校的饰磨司，喜欢上了从中学时代起就是同班同学兼好友的御影依子。司尽力隐藏着自己对依子的感情，只和依子度过每一天。但依子对司也怀有不同寻常的感情，一种扭曲而特殊的浪漫爱情。关于少女们的特殊故事开始了。

## 角色

### 主要角色
饰磨司（日语：／）
生日：8月19日/身高：163cm/体重：45.7kg
淳芯学院高等学校一年级学生。她是她最好的朋友御影依子的同学。有着严厉的性格。她的爱好是吃甜食，她的特长是一般运动，她的弱点是对别人的依赖。她喜欢她的同学依子。学术能力强，擅长体:育，同时深受周围人的喜爱。然而，她对依子有一点跟踪狂的性格，有时会做出不好的行为。她对依子也有着非常强烈的占有欲，当别人接近依子时，她就会展现出不同的一面。而且，与依子不同的是，她的爱情观接近纯爱，两人的感情可能存在裂痕。是该系列中唯一一个血型被揭露的角色。
御影依子（日语：／）
生日：4月12日/身高：153cm/体重：41.3kg

淳芯学院高等学校一年级学生。她爱着她的同学兼最好的朋友饰磨司。由于不明原因，他与父母分开居住。她总是紧张、意志薄弱，不擅长学习和锻炼。这是他在司面前表现出来的样子，他有时会跟踪司。他经常做出类似收集司的头发和使用纸杯的行为。能够面不改色地进行吓唬别人的行为。这部作品的主要标语“冬天，我舔我最好朋友的勺子。”只是依子日常的怪异行为之一。此外，虽然可能被扭曲，但他对司的爱是真诚的，她会无情地试图驱逐任何威胁她与司关系的人。他对爱情有独特的看法，这是这部作品的主题之一。
西宫透（日语：／）
生日：5月11日/身高：145cm/体重：38.5kg

淳芯学院高等学校一年级学生，是依子的朋友。自称是一位孤独的独奏家，爱好是阅读。擅长独处，但不擅长孤独。是关键人物。
神户雾乃（日语：／）
生日：8月1日/身高：168cm/体重：49.2kg

淳芯学院高等学校一年级学生。最初以“图书管理员先生”的名字出现，成绩是班上最高的。自从在图书馆遇见了独自读书的透，并对其一见钟情。

### 其他角色
／
淳芯学院高等学校的体育老师。她对学生很关心。

## 出版书籍
| 卷数 | 芳文社         | 芳文社                 |
| 卷数 | 發售日期       | ISBN                   |
| ---- | -------------- | ---------------------- |
| 1    | 2022年12月26日 | ISBN 978-4-8322-7428-0 |
| 2    | 2023年12月26日 | ISBN 978-4-8322-9512-4 |
| 3    | 2025年1月27日  | ISBN 978-4-8322-9607-7 |